# Hans Funck
Hans Funck (* 7. März 1953; † 16. Juli 2014 in München) war ein deutscher Filmeditor. 

## Leben
Funck begann seine Arbeit 1992 als Editor für Werbe- und Videoclips. 1995 schnitt er dann mit Der Tourist seinen ersten Film. Bandits war sein erster Kinofilm, für dessen Filmschnitt er später für den deutschen Kamerapreis nominiert wurde. Seither arbeitete er für Fernsehen wie Kino gleichermaßen und war an mehr als 35 Produktionen beteiligt. Mehrmals arbeitete er mit Regisseur Oliver Hirschbiegel zusammen.

## Filmografie (Auswahl)
- 1996: Die Halbstarken
- 1997: Bandits
- 1998: Opernball
- 1999: St. Pauli Nacht
- 1999: ’Ne günstige Gelegenheit
- 1999: Tach, Herr Dokter! – Der Heinz-Becker-Film
- 2001: Leo und Claire
- 2001: Das Experiment
- 2002: Epsteins Nacht
- 2002: Nick Knatterton – Der Film
- 2002: Die Hoffnung stirbt zuletzt
- 2003: Anatomie 2
- 2003: Eierdiebe
- 2004: Der Untergang
- 2004: Alice Paul – Der Weg ins Licht (Iron Jawed Angels)
- 2005: Sophie Scholl – Die letzten Tage
- 2005: Ein ganz gewöhnlicher Jude
- 2007: Invasion (The Invasion)
- 2007: Pornorama
- 2008: Das Beste kommt erst
- 2008: Lost City Raiders
- 2008: Hardcover
- 2009: Die Päpstin (Pope Joan)
- 2009: Five Minutes of Heaven
- 2010: Zeiten ändern dich
- 2010: Groupies bleiben nicht zum Frühstück
- 2011: Ich habe es dir nie erzählt
- 2012: Ludwig II.
- 2013: Charlotte Link – Das andere Kind
- 2013: Einfach die Wahrheit
- 2013: Diana
- 2013: Tatort: Kalter Engel
- 2014: The Green Prince
- 2015: Freistatt
- 2015: The Girl King

## Auszeichnungen
- Deutscher Kamerapreis Nominierung für den Schnitt
  - 1998 den Film Bandits
  - 1998 den TV-Film Opernball
  - 2001 für den Film Das Experiment
  - 2002 für den TV-Film Die Hoffnung stirbt zuletzt
- 2001: Nominierung Schnitt Preis für den Film Das Experiment bei Film+
- Goldener Löwe Sonderpreis für den Schnitt des Films Opernball